# سیلویا پترونووا
سیلویا پترونووا (بلغاری: Силвия Петрунова؛ زادهٔ ۱۳ فوریهٔ ۱۹۵۶) بازیکن والیبال اهل بلغارستان است.
از باشگاه‌هایی که در آن بازی کرده‌است می‌توان به باشگاه والیبال لفسکی صوفیه اشاره کرد.